# Mynes turturilla
Mynes turturilla är en fjärilsart som beskrevs av Hans Fruhstorfer 1909. Mynes turturilla ingår i släktet Mynes och familjen praktfjärilar. Inga underarter finns listade i Catalogue of Life.